# Marcus Sandys (3e baron Sandys)
Arthur Marcus Cecil Sandys, 3e baron Sandys (28 janvier 1798 - 10 avril 1863), est un homme politique britannique whig. Lea Perrins affirme que Sandys a rencontré un précurseur de la Sauce Worcestershire lors d'un séjour en Inde avec la Compagnie britannique des Indes orientales dans les années 1830, et a chargé les apothicaires locaux de le recréer, ce qui aurait finalement conduit à sa popularité en Angleterre.

## Biographie
Né Lord Marcus Hill, il est un fils cadet de Arthur Hill (2e marquis de Downshire), et de Mary, 1re baronne Sandys, fille du colonel Martin Sandys. Arthur Hill (3e marquis de Downshire) est son frère aîné.
Il est membre du Parlement pour Newry de 1832 à 1835 et pour Evesham de 1838 à 1852. Il remplit les fonctions de contrôleur de la maison de Lord Melbourne en 1841 et de Lord John Russell entre 1846 et 1847, et de trésorier de la Maison de Russell entre 1847 et 1852. En 1860, il succède à son frère aîné en tant que troisième baron Sandys. L'année suivante, il prend sous licence royale le nom de famille de Sandys au lieu de Hill.

## Famille
Lord Sandys épouse Louisa, fille de Joseph Blake, en 1837. Il meurt en avril 1863, à l'âge de 65 ans, et son fils aîné, Augustus, lui succède. Lady Sandys est décédée en avril 1886.
Il est le parrain d’Arthur Cheek, "le jeune martyr d’Allahabad", à qui on a donné les prénoms Arthur Marcus Hill en son honneur .